# Spätes schweres Bombardement

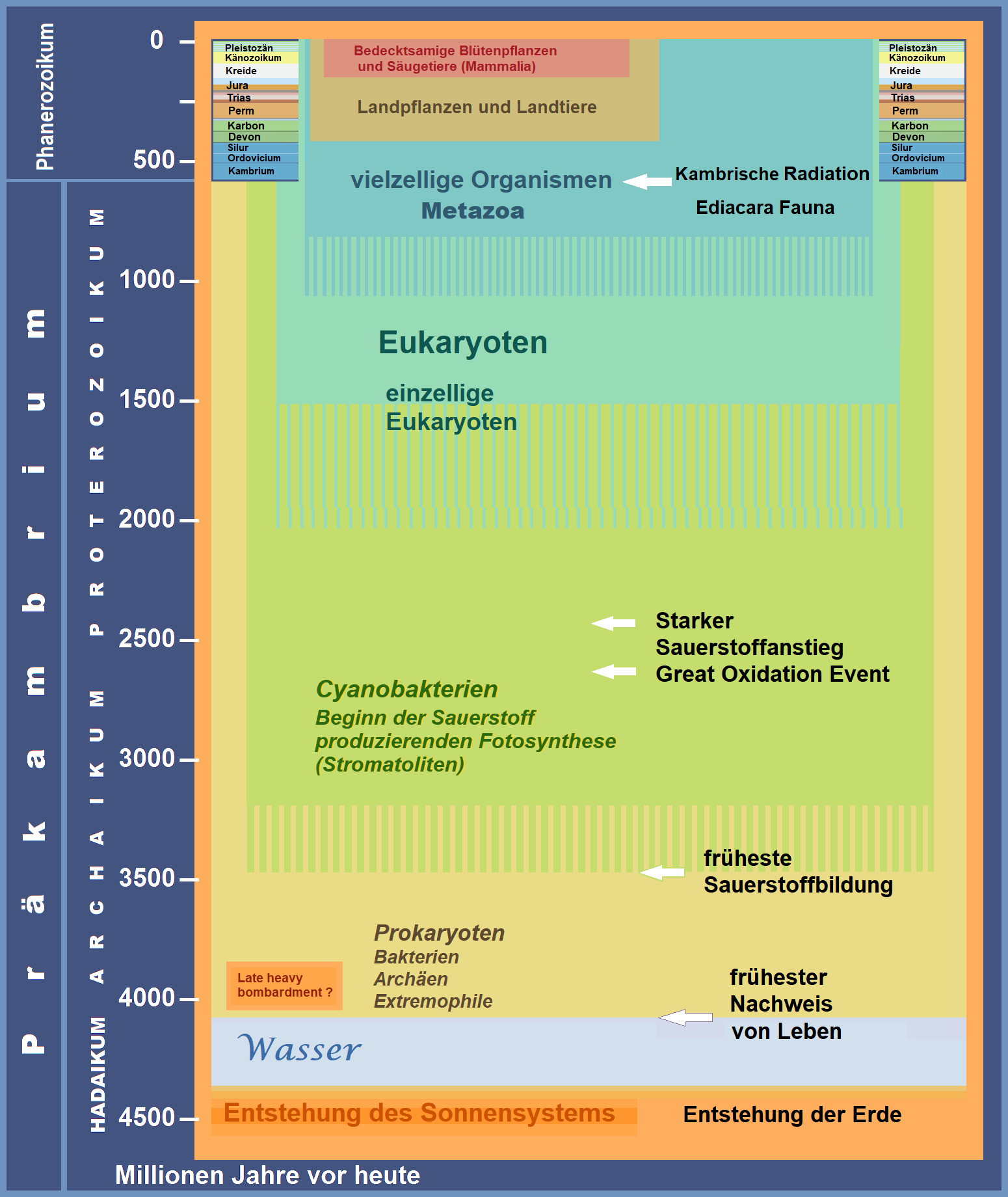
Zeitskala seit Entstehung der Erde

Die Theorie des späten schweren Bombardements (fachsprachlich, von englisch Late Heavy Bombardment, LHB; umgangssprachlich auch großes Bombardement) ist eine Hypothese, nach der vor 3,8 bis 4,1 Milliarden Jahren, als das Sonnensystem in etwa 600 Millionen Jahre alt war, eine unverhältnismäßig große Anzahl von Asteroiden mit den frühen Planeten im inneren Sonnensystem, Merkur, Venus, Erde und Mars, kollidierten. Während die Spuren auf der Erde durch die Plattentektonik längst getilgt sind, ergab die Datierung von Mondgestein überraschend ein einheitliches Alter von 3,95 Milliarden Jahren. Das LHB könnte die Entstehung von Leben auf der Erde wesentlich verzögert haben.
In jüngerer Zeit wird die LHB-Hypothese zunehmend bezweifelt, so wird die Häufung der Proben des Alters von 3,95 Milliarden Jahren mit der überwiegenden Untersuchung von Material eines einzelnen Einschlagsbecken des Mondes (Mare Imbrium) erklärt und es wird postuliert, dass die Einschlagskrater auf ein kontinuierliches Bombardement mit übriggebliebenen Asteroiden aus der Hauptphase der Erdentstehung zurückgehen würden, als das Sonnensystem weniger als 100 Millionen Jahre alt war.

## Geschichte der Hypothese

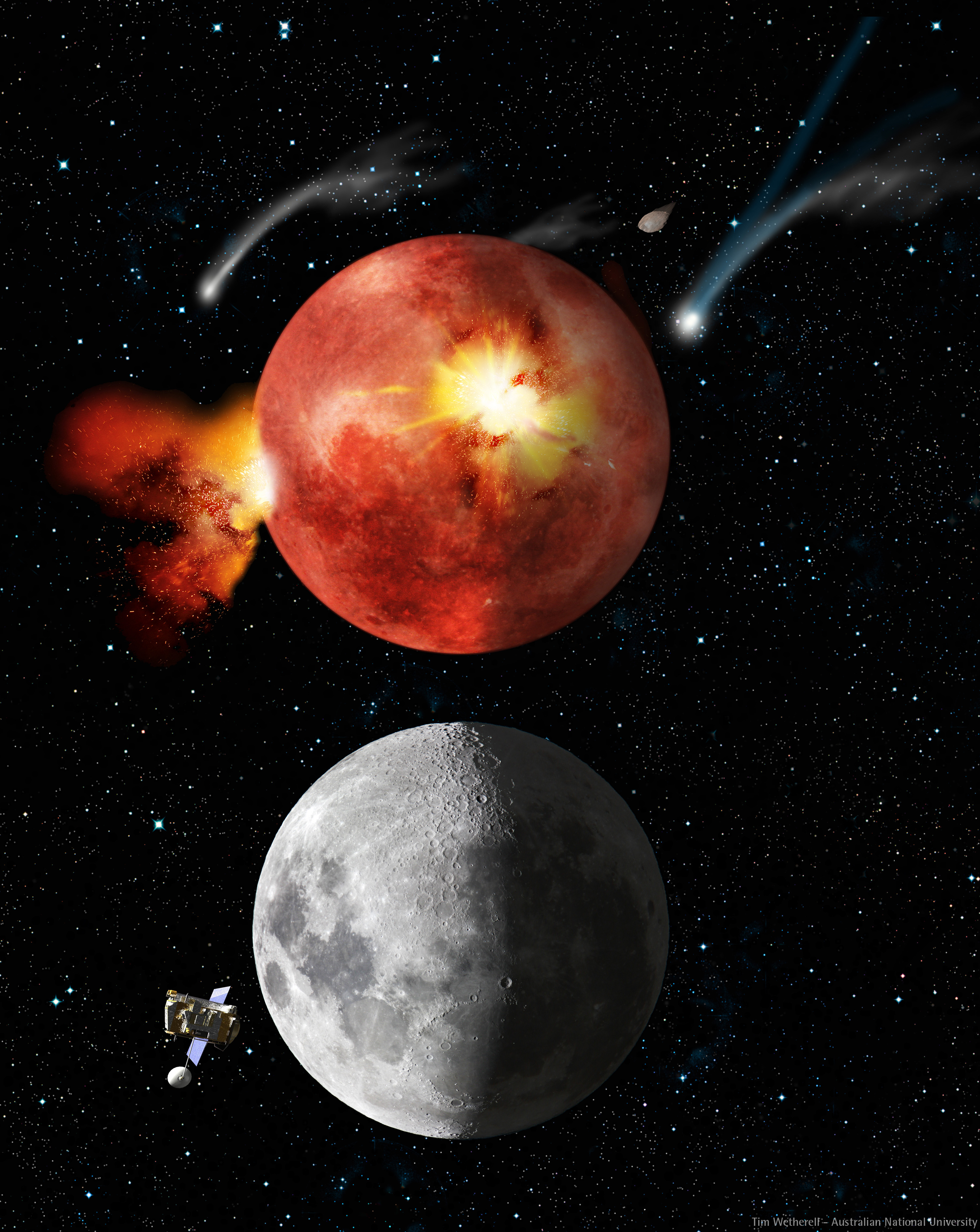
Entstehung der Oberflächengestalt des Mondes (künstlerische Darstellung)

Das Bombardement folgte aus den Ergebnissen der Kalium-Argon-Datierung von Mondgestein, das 1969–1972 von den Apollo-Astronauten und 1970–1976 durch Sonden des sowjetischen Luna-Programms zur Erde gebracht worden war. Dabei zeigte sich, dass das Abkühlungsalter der meisten der (etwa 50) untersuchten Proben in eine geologisch relativ kurze Spanne fiel, etwa 500 Mio. Jahre nach der Entstehung des Erde-Mond-Systems. Mineralogische Besonderheiten dieser Proben ließen darauf schließen, dass sie aus mehreren Kollisionen stammten.
Später wurden vom Mond stammende Meteoriten datiert. Es ergab sich kein höheres Alter als die 3,95 Mrd. Jahre des LHB, allerdings eine breite, abnehmende Häufigkeitsverteilung jüngeren Materials.
Als Ursache der Häufung wurde das Nizza-Modell angeführt, nach dem die Gasplaneten Jupiter bis Neptun in geringerem Abstand von der Sonne entstanden sind und dann in ihre heutigen Umlaufbahnen migrierten. Dabei wurden kleinere Körper, wie sie heute noch im Kuipergürtel zu finden sind, gestört und zum Teil ins innere Sonnensystem geworfen. Genauere Rechnungen zeigten allerdings, dass die Migration schneller verlief bzw. eine verzögerte Migration sehr unwahrscheinlich ist.
Auch sind Zweifel an der Herkunft des Materials der Mondproben entstanden. Es wird für möglich gehalten, dass speziell die von Apollo 17 im Mare Serenitatis entnommenen Proben tatsächlich Ejekta aus dem Einschlag sind, der das Mare Imbrium formte, die zeitliche Nähe von Gesteinen aus Mare Serenitatis und Mare Imbrium somit nur scheinbar wäre und der Einschlag, durch den das Mare Serenitatis entstand, wesentlich länger zurückliegt. Dadurch wird die Theorie vom späten schweren Bombardement insgesamt in Frage gestellt. Andere Wissenschaftler verweisen auf das gewaltige Südpol-Aitken-Becken und den erzeugenden Einschlag als Ursache gleichzeitigen Aufschmelzens.

## Wirkung auf Mond und Erde
Auf dem Erdmond führten die größeren Körper zur Bildung der Mondmeere, da aus ihren Einschlagstellen Magma nach oben drang und weitreichende flache Basalt- und Lavadecken bildete. An Anomalien im Schwerefeld des Mondes sind bis heute lokale Massenüberschüsse im Inneren unseres Trabanten nachzuweisen, die sogenannten Mascons, die wohl durch die schweren Kerne oder Reste der eingeschlagenen Asteroiden bedingt sind.
Die mittelgroßen Körper des Bombardements (1 bis 20 km) bildeten die meisten der noch heute sichtbaren Mondkrater und Ringgebirge, die bis zu 300 km Durchmesser haben. Als Richtwert kann angenommen werden, dass der entstehende Einschlagkrater 10- bis 20-mal größer ist, als der Impaktkörper selbst war. Dies ist die Folge der explosiven, schlagartigen Verdampfung des einschlagenden Materials.
Nach dem Bombardement wurden die Einschläge seltener, weil die acht Planeten die Umgebung ihrer Umlaufbahnen von kleineren Körpern „gesäubert“ hatten. Daher haben die später entstandenen Mondkrater wesentlich kleinere Durchmesser.
Die Verhältnisse auf den Planeten Merkur und Mars waren ähnlich und ihre Spuren sind ebenfalls bis heute zu sehen. Auf der Erde sind von den Kratern des Bombardements in der Zeit des Hadaikums wegen der Umwälzung der Erdkruste durch die Plattentektonik und der Erosion (Kreislauf der Gesteine) wesentlich weniger Spuren erhalten, überdies auf den Ozeanböden nur solche, die jünger als etwa 300 Millionen Jahre sind, also erst lange nach dem Bombardement entstanden.